# Baptiste Hugo y Antoine Hugo
Los hermanos Hugo, conocidos en Francia como Los Gigantes de los Alpes y en el resto del mundo como Los Gemelos Franceses, fueron los gigantes más fotografiados de principios del siglo XX, juntos o por separado, solos o acompañados de su familia, personas normales o enanos proporcionados y que trabajaron como fenómenos del Barnum & Bailey circus.

## Trayectoria
Según sus postales y folletos, habían nacido en Saint Martin Vésubie, en los Alpes Marítimos franceses. Pero el dato es falso, en realidad nacieron en el pueblo de Vinadio, en los Alpes italianos. Battista Ugo (Baptiste Hugo, en francés) nació el 21 de junio de 1876 y alcanzó los 2,30 m y 201 kg de peso; Paolo Antonio (Antoine Hugo, en francés) nació el 28 de junio de 1887 y alcanzó los 2,25 m y 150 kg de peso. La afirmación de que eran gemelos, es, por tanto, también falsa, aunque aparece en el Libro Guinness de los récords. 
Los promotores de fenómenos solían exagerar las características de sus representados para aumentar el interés, por lo que la información de los folletos, biografías y autobiografías que se vendían a la salida del espectáculo no siempre es fiable. En este caso en concreto, todo fue inventado por Oscar Marechal, su promotor. Los padres, Antonio Ugo y María Teresa, tuvieron siete hijos: 5 chicos y 2 chicas, pero solo Battista y Antonio hijo presentaban gigantismo.
El más famoso de los hermanos, Baptiste Hugo, se dio a conocer en la Exposición Universal de París de 1900, donde apareció disfrazado de época como «El gigante del viejo París» o el «Gargantúa de París». Luego viajó por todo el mundo. Visitó el Magreb francés: Argelia, Túnez y Marruecos, y allí posó para fotos y postales con grupos de hombres y mujeres locales, lo que allí era muy inusual. Fue contratado por el Barnum & Bailey circus, con quién viajó durante dos años junto a otros fenómenos.
En una famosa foto, posó encendiendo un puro en una farola, ahora a gas, imitando el célebre hecho de otro famoso gigante anterior, Patrick Cotter O'Brien. También se les fotografió con el entonces famoso enano francés Adrien, de 69 cm de altura y 9 kg de peso.
Visto su éxito, su hermano Antoine empezó con quince años a acompañarle en las exhibiciones, siendo presentados como gemelos. El Barnum & Bailey Circus también le ofreció trabajo, pero murió el 16 de febrero de 1914 en Maisons-Alfort, cuando se disponía a viajar a Estados Unidos. Tras la muerte de su hermano, Baptiste decidió sustituirle y viajó de nuevo con el circo hasta que ingresó en un hospital neoyorquino, donde se le diagnosticó difteria y murió al día siguiente, el 23 de abril de 1916. Un examen post mortem le atribuyó una altura de 2,59 m, a todas luces exagerada y que no se corresponde con la mostrada en vida.
Ninguno de los dos hermanos se casó, aunque a Baptiste se le atribuyeron varios romances. Durante su vida, Baptiste fue reunido con otros gigantes más bajos y se aseguraba que su representante ofrecía 1 000 francos al que pudiera superarle en tamaño. En realidad, su contemporáneo, el gigante ruso Fiodor Machnow (1878-1912), lo era, al medir 2,39 m.